# ألفرد هاركورت
ألفرد هاركورت (بالإنجليزية: Alfred Harcourt)‏ هو ناشر أمريكي، ولد في 31 يناير 1881، وتوفي في 20 يونيو 1954.